# Ignacij Dinzl
‎Ignacij Dinzl, slovenski jezuit, matematik, filozof in teolog, * 30. julij 1679, grad Turn pod Novim gradom, † 19. junij 1743, Ljubljana.
Bil je rektor Jezuitskega kolegija v Ljubljani med 21. novembrom 1728 in 25. novembrom 1731.
Poučeval je tudi v Celovcu (1714-1717).